# Tyndall Creek
Pour les articles homonymes, voir Tyndall.
La Tyndall Creek est un cours d'eau américain qui s'écoule dans le comté de Larimer, dans le Colorado. Entièrement protégée au sein du parc national de Rocky Mountain, elle forme successivement le lac Emerald et le lac Dream avant de recevoir les eaux de la Chaos Creek et de se jeter dans la Glacier Creek.